# Cleyde Yaconis
Cleyde Yaconis, nome artístico de Cleyde Becker Yaconis (Pirassununga, 14 de novembro de 1923 – São Paulo, 15 de abril de 2013), foi uma atriz brasileira.

## Biografia
Nascida em uma pequena cidade do interior de São Paulo, era filha de Alzira Leonor Becker e Edmundo Radamés Yaconis.  
Neta de imigrantes gregos e italianos da Calábria, por parte de pai, e de alemães, pelo lado materno, Cleyde iniciou sua carreira no Teatro Brasileiro de Comédia (TBC), ao lado da irmã, Cacilda Becker. Seu  repertório foi amplo e variado, incluindo desde peças do teatro grego clássico até obras dos mais importantes dramaturgos  brasileiros. Para Cleyde, sempre foi normal ser escalada para interpretar personagens de mais idade do que a sua própria, talvez devido à sua voz de contralto e suas feições graves.

## Carreira
Em mais de meio século de carreira, participou ativamente em produções de teatro e televisão, mas em cinema atuou muito pouco. Seu último papel na TV foi a divertida Dona Brígida Gouveia, na novela Passione, de Sílvio de Abreu, exibida pela Rede Globo. Dentre seus trabalhos na televisão, destacam-se Mulheres de Areia, Os Inocentes, Gaivotas, Ninho da Serpente, Rainha da Sucata, Vamp e Torre de Babel.
Em 29 de setembro de 2009, o antigo Teatro Cosipa Cultura passou a chamar-se Teatro Cleyde Yáconis, em homenagem à atriz que protagonizou a primeira peça montada na casa – O Caminho para Meca.
Em julho de 2010, se afastou de Passione por ter quebrado o fêmur. Voltou às gravações no dia 12 de agosto. Devido a complicações no implante de uma prótese no fêmur, a atriz ficou afastada das gravações da novela por pelo menos 15 dias.

### Morte
Cleyde Yaconis morreu em 15 de abril de 2013 no Hospital Sírio-Libanês, em São Paulo, onde se encontrava internada desde outubro de 2012.

## Filmografia

### Televisão
| Ano  | Título                        | Papel                                   | Nota                                | Emissora          |
| ---- | ----------------------------- | --------------------------------------- | ----------------------------------- | ----------------- |
| 1958 | Éramos Seis                   | Clotilde Amaral                         |                                     | RecordTV          |
| 1960 | Pega Fogo                     | —                                       |                                     | RecordTV          |
| 1965 | A Sombra do Passado           | —                                       |                                     | TV Paulista       |
| 1966 | O Amor Tem Cara de Mulher     | Vanessa                                 |                                     | Rede Tupi         |
| 1967 | Éramos Seis                   | Eleonora Abílio de Lemos (Dona Lola)    |                                     | Rede Tupi         |
| 1968 | A Muralha                     | Dona Bandeira                           |                                     | TV Excelsior      |
| 1968 | Os Diabólicos                 | Paula                                   |                                     | TV Excelsior      |
| 1969 | A menina do veleiro azul      | Ida                                     |                                     | TV Excelsior      |
| 1969 | Vidas em conflito             | Ana                                     |                                     | TV Excelsior      |
| 1970 | Mais Forte que o Ódio         | Clô                                     |                                     | TV Excelsior      |
| 1973 | Mulheres de Areia             | Clara Assunção (Clarita)                |                                     | Rede Tupi         |
| 1974 | Os Inocentes                  | Juliana                                 |                                     | Rede Tupi         |
| 1975 | Ovelha Negra                  | Laura                                   |                                     | Rede Tupi         |
| 1976 | O Julgamento                  | Mercedes Miranda                        |                                     | Rede Tupi         |
| 1976 | Um Dia, o Amor                | Maria Eunice                            |                                     | Rede Tupi         |
| 1978 | Aritana                       | Elza                                    |                                     | Rede Tupi         |
| 1979 | Gaivotas                      | Lídia                                   |                                     | Rede Tupi         |
| 1980 | Drácula, uma História de Amor | Marta de Matos Lacerda                  |                                     | Rede Tupi         |
| 1980 | Um Homem muito Especial       | Marta de Matos Lacerda                  |                                     | Rede Bandeirantes |
| 1981 | Floradas na Serra             | Dona Matilde                            |                                     | TV Cultura        |
| 1981 | O Fiel e a Pedra              | Susana                                  |                                     | TV Cultura        |
| 1981 | O vento do mar aberto         | Clara                                   |                                     | TV Cultura        |
| 1982 | Campeão                       | Helena                                  |                                     | Rede Bandeirantes |
| 1982 | Ninho da Serpente             | Guilhermina Taques Penteado             |                                     | Rede Bandeirantes |
| 1984 | Meus Filhos, Minha Vida       | Adelaide                                |                                     | SBT               |
| 1985 | Uma Esperança no Ar           | Paulina                                 |                                     | SBT               |
| 1990 | Rainha da Sucata              | Isabelle Figueroa de Bresson            |                                     | Rede Globo        |
| 1991 | Vamp                          | Virgínia Ramos                          |                                     | Rede Globo        |
| 1992 | Você Decide                   | —                                       | Episódio: "Um Sonho Dourado"        | Rede Globo        |
| 1993 | Olho no Olho                  | Julieta Bellini                         |                                     | Rede Globo        |
| 1993 | Sex Appeal                    | Cecília Quental                         |                                     | Rede Globo        |
| 1997 | Os Ossos do Barão             | Melica Parente de Redon Pompeo e Taques |                                     | SBT               |
| 1998 | Torre de Babel                | Diolinda Fernandes Falcão               |                                     | Rede Globo        |
| 1999 | Você Decide                   | Dona Creusa                             | Episódio: "Meu Passado Condena"     | Rede Globo        |
| 2001 | As Filhas da Mãe              | Gorgo Gutierrez                         |                                     | Rede Globo        |
| 2004 | Um Só Coração                 | Ela mesma                               | Episódios: "6-7 de janeiro de 2004" | Rede Globo        |
| 2006 | Cidadão Brasileiro            | Joana Salles Jordão                     |                                     | RecordTV          |
| 2007 | Eterna Magia                  | Francisca Finnegan (Dona Chiquinha)     |                                     | Rede Globo        |
| 2010 | Passione                      | Brígida Gouveia                         |                                     | Rede Globo        |

### No cinema
| Ano  | Título                                   | Personagem   | Notas          |
| ---- | ---------------------------------------- | ------------ | -------------- |
| 2012 | Fala Comigo Agora!                       | Janice       | Curta-metragem |
| 2011 | Flávio Rangel - O Teatro na Palma da Mão | Ela Mesma    | Documentário   |
| 2008 | Bodas de Papel                           | Dona Cecília |                |
| 2000 | Célia & Rosita                           | Rosita       | Curta-metragem |
| 1985 | Jogo Duro                                | Velha        |                |
| 1982 | Dora Doralina                            | Senhora      |                |
| 1977 | Parada 88 - O Limite de Alerta           | Pregadora    |                |
| 1970 | Beto Rockfeller                          | Maria Olívia |                |
| 1968 | A Madona de Cedro                        | Lola Boba    |                |
| 1954 | Na Senda do Crime                        | Jurema       |                |
| 1952 | Veneno                                   | Gina (Voz)   |                |

## Teatro
| Ano  | Título                       | Autor                         |
| ---- | ---------------------------- | ----------------------------- |
| 2012 | Elas Não Gostam de Apanhar   | Nelson Rodrigues              |
| 2008 | O Caminho para Meca          | Athol Fugard                  |
| 2006 | A Louca de Chaillot          | Jean Giraudoux                |
| 2005 | Cinema Eden                  | Marguerite Duras              |
| 2002 | Longa Jornada Noite A Dentro | Eugene O'Neill                |
| 1995 | Péricles, o Príncipe de Tiro | William Shakespeare           |
| 1993 | A Filha de Lúcifer           | William Luce                  |
| 1991 | O Baile de Máscaras          | Mauro Rasi                    |
| 1989 | A Cerimônia do Adeus         | Mauro Rasi                    |
| 1985 | A Lei de Lynch               | Walter Quaglia                |
| 1985 | Direita, Volver!             | Lauro César Muniz             |
| 1983 | Amante S/A                   | Dave Froman e John Chapman    |
| 1982 | O Jardim das Cerejeiras      | Anton Tchekov                 |
| 1982 | Agnes de Deus                | John Pielmeier                |
| 1981 | Ensina-me a Viver            | Colin Higgins                 |
| 1980 | A Nonna                      | Roberto Cossa                 |
| 1980 | Campeões do Mundo            | Antônio Mercado               |
| 1978 | Os Amantes                   | Harold Pinter                 |
| 1977 | Moeda corrente do país       | Abílio Pereira de Almeida     |
| 1976 | A Rainha do Rádio            | José Safiotti Filho           |
| 1972 | A Capital Federal            | Arthur Azevedo (produtora)    |
| 1971 | Um Homem É Um Homem          | Bertolt Brecht                |
| 1970 | Medeia                       | Eurípedes                     |
| 1970 | O Gigante                    | Walter Quaglia                |
| 1969 | Os Gigantes da Montanha      | Luigi Pirandello              |
| 1967 | Édipo Rei                    | Sófocles                      |
| 1967 | O Fardão                     | Bráulio Pedroso               |
| 1966 | As Fúrias                    | Rafael Alberti                |
| 1965 | Toda Nudez Será Castigada    | Nelson Rodrigues              |
| 1965 | O Reco-Reco                  | Charles Dyer                  |
| 1964 | Vereda da Salvação           | Jorge Andrade                 |
| 1963 | Os Ossos do Barão            | Jorge Andrade                 |
| 1962 | Yerma                        | Federico García Lorca         |
| 1962 | A Morte do Caixeiro Viajante | Arthur Miller                 |
| 1961 | A Escada                     | Jorge Andrade                 |
| 1961 | A Semente                    | Gianfrancesco Guarnieri       |
| 1960 | O Pagador de Promessas       | Dias Gomes                    |
| 1959 | Os Perigos da Pureza         | Hugh Mills                    |
| 1958 | O Santo e a Porca            | Ariano Suassuna               |
| 1958 | O Protocolo                  | Machado de Assis              |
| 1957 | A Rainha e os Rebeldes       | Ugo Betti                     |
| 1956 | Eurydice                     | Jean Anouilh                  |
| 1956 | Manouche                     | André Birabeau                |
| 1955 | Maria Stuart                 | Friedrich Schiller            |
| 1955 | Volpone                      | Ben Jonson                    |
| 1955 | Santa Marta Fabril S. A.     | Abílio Pereira de Almeida     |
| 1954 | Leonor de Mendonça           | Gonçalves Dias                |
| 1954 | Assassinato a Domicílio      | Frederick Knott               |
| 1954 | Um Dia Feliz                 | Emile Mazaud                  |
| 1954 | Mortos sem Sepultura         | Jean-Paul Sartre              |
| 1953 | Assim É (Se lhe Pareçe)      | Luigi Pirandello              |
| 1953 | Se Eu Quisesse               | Paul Géraldy e Robert Spitzer |
| 1953 | Treze à Mesa                 | Marc-Gilbert Sauvajon         |
| 1953 | Divórcio para Três           | Victorien Sardou              |
| 1953 | Relações Internacionais      | Noël Coward                   |
| 1952 | Diálogo de Surdos            | Clô Prado                     |
| 1952 | Para Onde a Terra Cresce     | Edgard da Rocha Miranda       |
| 1952 | Vá com Deus                  | Allen Boretz e John Murray    |
| 1951 | Ralé                         | Máximo Gorki                  |
| 1951 | O Grilo da Lareira           | Charles Dickens               |
| 1951 | A Dama das Camélias          | Alexandre Dumas Filho         |
| 1951 | Convite ao Baile             | Jean Anouilh                  |
| 1951 | Seis Personagens a Procura   | Luigi Pirandello              |
| 1950 | Pega-Fogo                    | Jules Renard                  |
| 1950 | Do mundo nada se leva        | George S. Kaufman e Moss Hart |
| 1950 | O Anjo de Pedra              | Tennessee Williams            |

Fonte:

## Prêmios e indicações
| Ano  | Festival                                                      | Categoria                              | Nomeações                             | Resultado |
| ---- | ------------------------------------------------------------- | -------------------------------------- | ------------------------------------- | --------- |
| 1951 | Prêmio Associação Paulista de Críticos Teatrais (APCT)        | Melhor Atriz Revelação                 | Ralé                                  | Venceu    |
| 1953 | Prêmio Governador do Estado de São Paulo                      | Melhor Atriz                           | Assim É... (Se Lhe Parece)            | Venceu    |
| 1954 | Medalha de Ouro da Associação Brasileira de Críticos Teatrais | Melhor Atriz                           | Leonor de Mendonça                    | Venceu    |
| 1955 | Prêmio Saci                                                   | Melhor Atriz                           | Santa Marta Fabril S. A.              | Venceu    |
| 1956 | Prêmio Saci                                                   | Melhor Atriz                           | Maria Stuart                          | Venceu    |
| 1959 | Prêmio Governador do Estado de São Paulo                      | Melhor Atriz                           | O Santo e a Porca                     | Venceu    |
| 1960 | Prêmio Saci                                                   | Melhor Atriz                           | A Semente                             | Venceu    |
| 1960 | Prêmio Associação Paulista de Críticos Teatrais (APCT)        | Melhor Atriz                           | A Semente                             | Venceu    |
| 1961 | Prêmio Saci                                                   | Melhor Atriz                           | A Escada                              | Venceu    |
| 1961 | Prêmio Associação Paulista de Críticos Teatrais (APCT)        | Melhor Atriz                           | A Escada                              | Venceu    |
| 1961 | Prêmio Governador do Estado de São Paulo                      | Melhor Atriz                           | A Escada                              | Venceu    |
| 1964 | Prêmio Saci                                                   | Melhor Atriz                           | Vereda da Salvação                    | Indicado  |
| 1965 | Prêmio Molière de Teatro                                      | Melhor Atriz                           | Toda Nudez Será Castigada             | Venceu    |
| 1966 | Prêmio Associação Paulista de Críticos Teatrais (APCT)        | Melhor Atriz                           | O Fardão                              | Venceu    |
| 1974 | Troféu APCA                                                   | Melhor Atriz de Televisão              | Os Inocentes                          | Venceu    |
| 1978 | Troféu APCA                                                   | Melhor Atriz de Televisão              | Aritana                               | Venceu    |
| 1979 | Troféu APCA                                                   | Melhor Atriz de Televisão              | Gaivotas                              | Venceu    |
| 1980 | Troféu APCA                                                   | Melhor Atriz de Teatro                 | A Nonna                               | Venceu    |
| 1982 | Troféu APCA                                                   | Melhor Atriz de Televisão              | Ninho da Serpente                     | Venceu    |
| 1988 | Troféu APCA                                                   | Melhor Atriz de Teatro                 | A Cerimônia do Adeus                  | Venceu    |
| 1991 | Prêmio Molière de Teatro                                      | Melhor Atriz                           | O Baile de Máscaras                   | Venceu    |
| 1993 | Troféu Mambembe                                               | Melhor Atriz de Teatro                 | As Filhas de Lúcifer                  | Venceu    |
| 1998 | Troféu APCA                                                   | Melhor Atriz Coadjuvante               | Torre de Babel                        | Venceu    |
| 2001 | Festival de Cinema de Vitória                                 | Melhor Atriz                           | Célia e Rosita                        | Venceu    |
| 2002 | Troféu APCA                                                   | Grande Prêmio da Crítica               | Longa Jornada de Um Dia Noite Adentro | Venceu    |
| 2002 | Prêmio Shell                                                  | Prêmio Shell de Teatro de Melhor Atriz | Longa Jornada de Um Dia Noite Adentro | Indicado  |
| 2003 | Prêmio Nacional Jorge Amado de Literatura e Arte              | Teatro                                 | Homenagem                             | Venceu    |
| 2005 | Prêmio Shell                                                  | Prêmio Shell de Teatro de Melhor Atriz | Cinema Éden                           | Indicado  |
| 2005 | Troféu APCA                                                   | Melhor Atriz de Teatro                 | Cinema Éden                           | Indicado  |
| 2006 | Troféu APCA                                                   | Melhor Atriz de Teatro                 | A Louca de Chaillot                   | Venceu    |
| 2008 | Cine PE – Festival Audiovisual de Recife                      | Melhor Atriz Coadjuvante               | Bodas de Papel                        | Venceu    |
| 2010 | Prêmio Extra de Televisão                                     | Melhor Atriz Coadjuvante               | Passione                              | Indicado  |
| 2010 | Prêmio Quem de Televisão                                      | Melhor Atriz Coadjuvante               | Passione                              | Indicado  |